# Rajdowe Samochodowe Mistrzostwa Polski 1976
Ten artykuł dotyczy sezonu 1976 Rajdowych Samochodowych Mistrzostw Polski.

## Kalendarz[1]
| Runda | Data          | Nazwa rajdu         | Baza rajdu | Nawierzchnia | Zwycięzca            | Raport |
| 1     | 20-21 lutego  | 3. Rajd Stomil      | Rzeszów    | asfalt/śnieg | Błażej Krupa         | Wyniki |
| 2     | 9-10 kwietnia | 1. Rajd Krakowski   | Kraków     | asfalt       | Andrzej Jaroszewicz  | Wyniki |
| 3     | 14-16 maja    | 9. Rajd Kormoran    | Olsztyn    | asfalt       | Tomasz Ciecierzyński | Wyniki |
| 4     | 5-6 listopada | 14. Rajd Warszawski | Warszawa   | asfalt       | Tomasz Ciecierzyński | Wyniki |

## Klasyfikacja generalna kierowców[1][2]
Punkty do RSMP w klasyfikacjach generalnej i pilotów przyznawano za 15 pierwszych miejsc według systemu: 25-21-18-15-12-10-9-8-7-6-5-4-3-2-1. Do końcowej klasyfikacji zaliczano wyniki ze wszystkich czterech eliminacji.
| Poz. | Kierowca               | STO | KRA | KOR | WAR | Suma pkt |
| ---- | ---------------------- | --- | --- | --- | --- | -------- |
| 1    | Tomasz Ciecierzyński   | 2   | 2   | 1   | 1   | 92       |
| 2    | Jerzy Landsberg        | 3   | 3   | 3   | 2   | 75       |
| 3    | Błażej Krupa           | 1   | NU  | 2   | NU  | 46       |
| 4    | Marian Bublewicz       | 4   | 7   | 5   | 11  | 41       |
| 5    | Henryk Ziemski         | 16  | 5   | 4   | 6   | 37       |
| 6    | Włodzimierz Groblewski | 5   |     | 6   | 5   | 34       |
| 7    | Adam Masłowiec         | 8   | 8   | 10  | 8   | 30       |
| 8    | Marek Varisella        | 7   | 12  | 9   | 7   | 29       |
| 9    | Bogdan Wozowicz        |     | 10  | 7   | 9   | 22       |
| 10   | Józef Ważny            |     | 9   | 8   | 15  | 16       |
| 11   | Jerzy Bachtin          | 15  | 6   |     |     | 11       |
| 12   | Ryszard Ryzel          | 11  | 14  | 23  |     | 8        |
| 12   | Krzysztof Załuski      | 10  | 13  | NU  |     | 8        |
| 14   | Bogdan Drągowski       |     | 22  | 11  | 14  | 7        |
| 15   | Jerzy Kobyliński       |     |     | 13  | 13  | 6        |
| 16   | Krystian Bielowski     | 12  | 27  | NU  |     | 4        |
| 17   | Ryszard Plucha         | 13  | 17  | 19  | ?   | 3        |
| 17   | Henryk Mandera         | 14  | NU  | 15  | ?   | 3        |

| Kolor     | Opis                   |
| --------- | ---------------------- |
| Złoty     | Zwycięzca              |
| Srebrny   | 2. miejsce             |
| Brązowy   | 3. miejsce             |
| Zielony   | Punktowane miejsce     |
| Niebieski | Ukończył nie punktował |
| Fioletowy | Nie ukończył NU        |
| Czarny    | Wykluczony X           |
| Biały     | Nie wystartował NW     |
| Puste     | Nie brał udziału       |

| Poz. | Kierowca               | STO | KRA | KOR | WAR | Suma pkt |
| ---- | ---------------------- | --- | --- | --- | --- | -------- |
| 1    | Tomasz Ciecierzyński   | 2   | 2   | 1   | 1   | 92       |
| 2    | Jerzy Landsberg        | 3   | 3   | 3   | 2   | 75       |
| 3    | Błażej Krupa           | 1   | NU  | 2   | NU  | 46       |
| 4    | Marian Bublewicz       | 4   | 7   | 5   | 11  | 41       |
| 5    | Henryk Ziemski         | 16  | 5   | 4   | 6   | 37       |
| 6    | Włodzimierz Groblewski | 5   |     | 6   | 5   | 34       |
| 7    | Adam Masłowiec         | 8   | 8   | 10  | 8   | 30       |
| 8    | Marek Varisella        | 7   | 12  | 9   | 7   | 29       |
| 9    | Bogdan Wozowicz        |     | 10  | 7   | 9   | 22       |
| 10   | Józef Ważny            |     | 9   | 8   | 15  | 16       |
| 11   | Jerzy Bachtin          | 15  | 6   |     |     | 11       |
| 12   | Ryszard Ryzel          | 11  | 14  | 23  |     | 8        |
| 12   | Krzysztof Załuski      | 10  | 13  | NU  |     | 8        |
| 14   | Bogdan Drągowski       |     | 22  | 11  | 14  | 7        |
| 15   | Jerzy Kobyliński       |     |     | 13  | 13  | 6        |
| 16   | Krystian Bielowski     | 12  | 27  | NU  |     | 4        |
| 17   | Ryszard Plucha         | 13  | 17  | 19  | ?   | 3        |
| 17   | Henryk Mandera         | 14  | NU  | 15  | ?   | 3        |

| Kolor     | Opis                   |
| --------- | ---------------------- |
| Złoty     | Zwycięzca              |
| Srebrny   | 2. miejsce             |
| Brązowy   | 3. miejsce             |
| Zielony   | Punktowane miejsce     |
| Niebieski | Ukończył nie punktował |
| Fioletowy | Nie ukończył NU        |
| Czarny    | Wykluczony X           |
| Biały     | Nie wystartował NW     |
| Puste     | Nie brał udziału       |

Podział samochodów startujących w RSMP na grupy według regulaminów FIA:
- Grupa I - Seryjne samochody turystyczne. Produkowane w ilości co najmniej 5000 egzemplarzy w ciągu 12 miesięcy. Prawie całkowity zakaz przeróbek mających na celu poprawienie osiągów samochodu. Jeśli pojemność silnika przekraczała 1000 cm3, samochód tej grupy musiał mieć co najmniej 4 miejsca.
- Grupa II - Specjalne samochody turystyczne. Wyprodukowane musiały być w ilości co najmniej 2500 egzemplarzy w ciągu 12 miesięcy. Dozwolony duży zakres przeróbek poprawiających osiągi pojazdu. Ciężar minimalny pojazdu został ograniczony dla poszczególnych klas.
- Grupa III - Seryjne samochody GT. Pojazdy co najmniej dwumiejscowe, produkowane w ilości co najmniej 1000 sztuk w ciągu 12 miesięcy. Ograniczenia przerobek i modyfikacji takie same jak w grupie I.
- Grupa IV - Specjalne samochody GT. Warunkiem homologacji było wyprodukowanie co najmniej 400 egzemplarzy w ciągu 24 miesięcy. Dozwolone przeróbki takie jak w grupie II. Ciężar minimalny pojazdu został ograniczony dla poszczególnych klas.

Grupy podzielone były na klasy w zależności od pojemności skokowej silnika:
- klasa 1 - do 500 cm3
- klasa 2 - do 600 cm3
- klasa 3 - do 700 cm3
- klasa 4 - do 850 cm3
- klasa 5 - do 1000 cm3
- klasa 6 - do 1150 cm3
- klasa 7 - do 1300 cm3
- klasa 8 - do 1600 cm3
- klasa 9 - do 2000 cm3
- klasa 10 - do 2500 cm3
- klasa 11 - do 3000 cm3
- klasa 12 - do 4000 cm3
- klasa 13 - do 5000 cm3
- klasa 14 - do 6000 cm3
- klasa 15 - powyżej 6000 cm3

Oprócz tego w RSMP istniała klasa markowa Polskich Fiatów 126p gr. I.
Punkty w klasach przyznawano za 6 pierwszych miejsc według systemu: 9-6-4-3-2-1. Do końcowej klasyfikacji zaliczano zawodnikom 3 najlepsze wyniki. Pogrubioną czcionką wyróżniono zdobywców tytułów Mistrzów i Wicemistrzów Polski. 

### Grupa IV[1]
| Msc | Kierowca             | Samochód                              | Punkty |
| --- | -------------------- | ------------------------------------- | ------ |
| 1   | Tomasz Ciecierzyński | Polski Fiat 125p 1600 MC              | 24     |
| 2   | Błażej Krupa         | Renault 17 Gordini/Renault 12 Gordini | 15     |
| 3   | Józef Ważny          | Polski Fiat 125p 1600 MC              | 10     |

### Grupa II klasa 9-13[1]
| Msc | Kierowca             | Samochód       | Punkty |
| --- | -------------------- | -------------- | ------ |
| 1   | Henryk Ziemski       | BMW 2002 Ti    | 27     |
| 2   | Lelio Lattari        | BMW 2002 Turbo | 9      |
| 3   | Andrzej Niewiadomski | BMW 2002 Ti    | 6      |

### Grupa II klasa 8[1]
| Msc | Kierowca         | Samochód              | Punkty |
| --- | ---------------- | --------------------- | ------ |
| 1   | Marian Bublewicz | Polski Fiat 125p 1500 | 22     |
| 2   | Bogdan Wozowicz  | Polski Fiat 125p 1500 | 21     |
| 3   | Ryszard Klucha   | Polski Fiat 125p 1500 | 10     |

### Grupa II klasa 7[1]
| Msc | Kierowca        | Samochód     | Punkty |
| --- | --------------- | ------------ | ------ |
| 1   | Jerzy Landsberg | Renault 5 TS | 27     |
| 2   | Marian Wangrat  | Renault 5    | 10     |
| 3   | Henryk Mandera  | Wartburg 353 | 6      |

### Grupa II klasa 3-6[1]
| Msc | Kierowca         | Samochód          | Punkty |
| --- | ---------------- | ----------------- | ------ |
| 1   | Henryk Mandera   | Wartburg 353      | 9      |
| 2   | Jerzy Mazur      | Trabant 601       | 6      |
| 3   | Maciej Wisławski | Fiat 128 Sport SL | 4      |

### Grupa II klasa 1-2[1]
| Msc | Kierowca              | Samochód    | Punkty |
| --- | --------------------- | ----------- | ------ |
| 1   | Stanisław Fiedor      | Trabant 601 | 18     |
| 2   | Jerzy Mazur           | Trabant 601 | 12     |
| 3   | Włodzimierz Pawluczuk | Trabant 601 | 7      |

### Grupa I klasa 8[1]
| Msc | Kierowca               | Samochód              | Punkty |
| --- | ---------------------- | --------------------- | ------ |
| 1   | Włodzimierz Groblewski | Polski Fiat 125p 1500 | 27     |
| 2   | Marek Varisella        | Polski Fiat 125p 1500 | 18     |
| 3   | Adam Masłowiec         | Polski Fiat 125p 1500 | 17     |

### Grupa I klasa 7[1]
| Msc | Kierowca         | Samochód              | Punkty |
| --- | ---------------- | --------------------- | ------ |
| 1   | Ryszard Ryzel    | Polski Fiat 125p 1500 | 21     |
| 2   | Bogdan Drągowski | Ford Escort 1300      | 19     |
| 3   | Andrzej Radecki  | Polski Fiat 125p 1300 | 15     |

### Grupa I klasa 3-6[1]
| Msc | Kierowca            | Samochód                       | Punkty |
| --- | ------------------- | ------------------------------ | ------ |
| 1   | Andrzej Koper       | Zastava 1100p                  | 21     |
| 2   | Zbigniew Bieniewski | Fiat 128 Sport SL/Zastava 1100 | 13     |
| 3   | Aleksander Adamski  | Fiat 127/Fiat 128 Sport SL     | 11     |

### Grupa I klasa Polski Fiat 126p[1]
| Msc | Kierowca       | Samochód         | Punkty |
| --- | -------------- | ---------------- | ------ |
| 1   | Wiesław Cygan  | Polski Fiat 126p | 27     |
| 2   | Andrzej Lubiak | Polski Fiat 126p | 16     |
| 3   | Janusz Szerla  | Polski Fiat 126p | 14     |

### Klasyfikacja pilotów[1]
| Msc | Kierowca         | Samochód                              | Punkty |
| --- | ---------------- | ------------------------------------- | ------ |
| 1   | Jacek Różański   | Polski Fiat 125p 1600 MC              | 92     |
| 2   | Marek Muszyński  | Renault 5 TS                          | 75     |
| 3   | Piotr Mystkowski | Renault 17 Gordini/Renault 12 Gordini | 46     |

### Klasyfikacja zespołowa[1]
| Msc | Zespół             | Punkty |
| --- | ------------------ | ------ |
| 1   | OKS Stomil Olsztyn | ?      |